# North Spit
Der North Spit ist eine Landzunge, die den südwestlichen Ausläufer der Weaver-Halbinsel von King George Island im Archipel der Südlichen Shetlandinseln bildet. Sie markiert die Nordseite der Einfahrt zur Marian Cove.
Ihr deskriptiver Name ist erstmals auf einer Landkarte verzeichnet, die auf Vermessungen durch Wissenschaftler der britischen Discovery Investigations aus dem Jahr 1935 beruht. Südkoreanische Wissenschaftler benannten sie dagegen 2012 als Bandal Cape nach einer koreanischen Bezeichnung für den Halbmond.